# Ямадзоэ
Ямадзое (яп. 山添村 Ямадзоэ-мура) — село в Японии, находящееся в уезде Ямабе префектуры Нара. Площадь села составляет 66,56 км², население — 3753 человека (1 августа 2014), плотность населения — 56,39 чел./км².

## Географическое положение
Село расположено на острове Хонсю в префектуре Нара региона Кинки. С ним граничат города Нара, Уда, Набари, Ига.

## Население
Население села составляет 3753 человека (1 августа 2014), а плотность — 56,39 чел./км². Изменение численности населения с 1980 по 2005 годы:
| 1980 | 5822 чел. |  |
| 1985 | 5933 чел. |  |
| 1990 | 5773 чел. |  |
| 1995 | 5420 чел. |  |
| 2000 | 4967 чел. |  |
| 2005 | 4595 чел. |  |

## Символика
Цветком села считается Rhododendron kaempferi.